# گزارش کلبر
 گزارش کلبر (‎/koʊlˈbɛr rəˈpɔːr/‎ kohl-BAIR rə-POR) برنامهٔ هجو اخبار تلویزیونی بود که در آمریکا بین سال‌های ۲۰۰۵ تا دسامبر ۲۰۱۴ تولید و پخش می‌شد. این برنامه از دوشنبه تا چهارشنبه از شبکه کمدی سنترال به میزبانیِ استیون کلبر پخش می‌شد. کلبر خبرنگار سابق برنامهٔ تلویزیونی نمایش روزانه با جان استوارت بوده‌است. گزارش کلبر شبیه به برنامهٔ مادرش، بعنی نمایش روزانه است که به مانندِ آن به بررسی طنرگونه از اخبار می‌پردازد. بخش اصلی طنز این برنامه مربوط به برنامه‌های شخصیت‌های محافظه‌کار، به خصوص شبکهٔ فاکس نیوز و «اورایلی فکتور» است. محوریت برنامه براساس اخبارگویی داستانی به نام استیون کلبر است که توسط خودِ «کلبر» بازی می‌شود. کلبر، این شخصیت را به صورتِ: «انسانی خوش نیت، ناآگاه، احمق و کاریکاتوری از کارشناسانِ سیاسیِ تلویزیون» معرفی می‌کند.
گزارش کلبر در سال‌های ۲۰۰۶، ۲۰۰۷، ۲۰۰۸، ۲۰۰۹، ۲۰۱۰، ۲۰۱۱ و ۲۰۱۲ نامزد جوایز امی شد. همچنین دو نامزدی از جوایز انجمن منتقدانِ تلویزیون و جوایز ساتلایت را کسب نموده است. در سال ۲۰۱۳ پس ۷ نامزدی پیاپی برای اولین بار برندهٔ جایزه «بهترین برنامه متنوع» از جوایز امی شد. این برنامه در زمان پخشش توجه زیادی را به خود جلب کرد به طوری که عبارتِ «truthiness» که توسط کلبر بکار رفته بود، توسط فرهنگ لغت «مریام-وبستر» به عنوان وازه سال برگزیده شد. در «گزارش کلبر» در مواقعی به پوشش رویدادهای غیرهجو نیز پرداخته است.
در ۱۰ آوریل ۲۰۱۴، از سوی شبکهٔ سی‌بی‌اس اعلام شد که «کلبر» جانشینِ «دیوید لترمن» در «برنامهٔ آخرِ شب» خواهد شد. این جانشینی در سال ۲۰۱۵ روی خواهد داد. همزمان نیز از سوی شبکهٔ کمدی سنترال اعلام کرد که برنامهٔ «گزارش کلبر» در سال ۲۰۱۴ به پایان خواهد رسید.

## تولید
در سال ۲۰۰۵، برنامهٔ نمایش روزانه با جان استوارت و شبکه کمدی سنترال خواهان گسترشِ این سبک برنامه شدند. همچنین تهیه‌کنندگان به دنبال راهی برای نگهداشتن «استیفن کلبر» به عنوان خبرنگار و همکار-نویسنده بودند. چراکه به تازگی استیو کارل از برنامه جدا شده بود. جان استوارت و بن کارلین ایدهٔ گزارش کلبر را بعد از دیدن یک برنامه شکل دادند. شرکتِ تولیدات جان استوارت، باس‌بوی پروداکشینز «گزارش» را توسعه داد. کلبر، استوارت و کارلین این ایده را تکمیل نمودند (یکی از آن‌ها گفته بود: «ما نسخهٔ خود را از «اورایلی فکتور» بیل اورایلی گرفتیم») و به شبکه دادند: برنامه برای ۸ هفته بدون پایلوت پخش شود.
اولین اجرایِ «گزارش کلبر» با نمایشِ ۴ تبلیغ در حین برنامهٔ «نمایش روزانه» بود. برنامه از ۱۷ اکتبر ۲۰۰۵ با قراردادی هشت هفته‌آیی آغاز شد. در ۲ نوامبر و براساس گزارش رده‌بندی نیلسن از آغاز قدرتمندِ برنامه، قرارداد پخش‌ِ آن برای دو سال آینده نیز تمدید شد. در سال ۲۰۰۷ سرپرست نویسندگانِ برنامه، آلیسون سیلورمن، تهیه‌کنندهٔ اجرایی برنامه شد.

### قالب برنامه
به صورت معمول، کلبر هر قسمت را تیزری کوتاه در ابتدای هر برنامه آغاز می‌کند که سرخط موضوعات برنامه و میهمان آن را مشخص می‌نماید. پس از بخش معرفی برنامه، کلیپ کوتاهی پخش شده و با عبارتِ «این گزارش کلبر است» به پایان می‌رسد و بخش اصلی برنامه آغاز می‌شود.
پس از آغاز برنامه، مانندِ برنامه «نمایش روزانه»، به سراغ بخش‌های خبری رفته تا آن‌ها را مورد بررسی طنزآمیز قرار دهد. گاهی اوقات کلبر بخش بعدی را با مصاحبه ادامه می‌دهد. وی این کار را به صورت‌ها مختلفی انجام می‌دهد. در انتهای برنامه نیز کلبر برنامه را با مصاحبه با یک فرد به پایان می‌برد. اگرچه در معدود دفعاتی، برنامه با دعوت یک گروه موسیقی نیز به پایان رسیده است. گاهی نیز کلبر خود در اجرای موسیقی با میهمانانش مشارکت می‌نماید.

### عملیاتِ عراقیِ استیون: تکاور

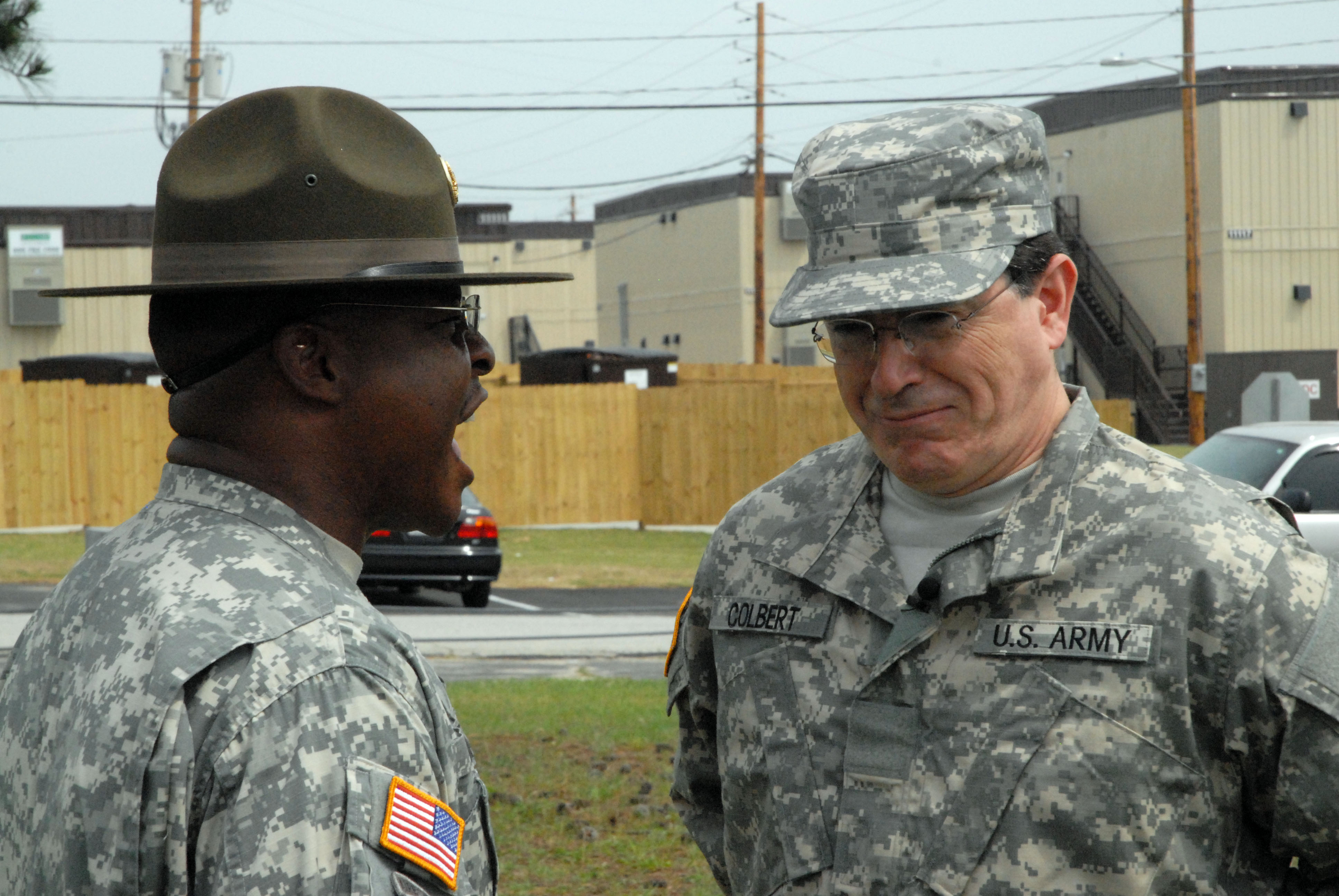
استاد مشق نظامی گروه‌بان اولِ آمریکا بر سرِ سرباز کلبر فریاد می‌کشد.

بین ۷-۹ جون ۲۰۰۹ کلبر مجموعه برنامه‌ایی ۴ قسمتی را برای سربازانِ آمریکایی در بغدادِ عراق اجرا نمود. وی با پوشیدن لباسِ وارد دورهٔ کوتاهِ از آموزش‌های نظامی شد. در اولین قسمت این مجموعه، کلبر با رئیس‌جمهور آمریکا اوباما ارتباط تصویری برقرار نمود. همچنین ژنرال ری اودیرنو سر کلبر را براساس دستور اوباما تراشید.

## نقد
گزارش کلبر در حال حاضر درجه علاقه‌مندی را از سوی بینندگانش دریافت نموده است. در فصل اول اول برنامه نمره ۶۵ از ۱۰۰ را از متاکریتیک دریافت نمود.
گزارش کلبر با آغازش توجه غیرمعمولی را به خود جلب کرد. بخش عمده‌ایی از این موضوع از سوی سایر رسانه‌هاست. «نیویورک تایمز»، «ان‌پی‌آر»، «فرش ایر»، «سی‌ان‌ان» مقاله‌هایی را در خصوص آن منتشر نمودند. «نیویورک تایمز» حتی پیش از آغاز برنامه، ۳ مقاله دربارهٔ آن نوشته بود، که مربوط با اشاره به برنامه «گزارش» در «نمایش روزانه» بود. «گزارش کلبر» ۱٫۳ میلیون بیننده را در شروعش به خود جذب کرد که ۴۷درصد بیش از میانگین زمان پخش برنامه طی ۴ هفته اخیر بود. و ۹۸ درصد بینندگانِ «نمایش روزانه» بود. برنامه به دومین برنامهٔ پربینندهٔ شبکه کمدی سنترال تبدیل شد. برنامه به‌طور میانگین ۱٫۲ میلیون بیننده را به خود جذب کرد که بیش از ۲ برابرِ میزانِ آن در سالِ پیش از آغاز برنامه بود.
در ژانویه ۲۰۱۳ برنامهٔ «گزارش کلبر» ۵۲٫۱ میلیون دلار برای تبلیغات جذب کرد. این میزان تبلیغات برای افرادی با میانگین سنی ۳۹٫۴ سال بود که یک سال از میانگین بینندگان «نمایش روزانه» کمتر است. از ۲۰۱۲ تا ۲۰۱۳ بینندگان برنامه از ۱٫۲ میلیون نفر به ۱٫۲ میلیون نفر کاهش یافت.

## اجراهای غیر هجوی

### دفاعِ تام دِلای
در می ۲۰۰۶ «تام دِلای»، وکیل حقوقی «ویدئویی از «گزارش کلبر» را بر روی سایتش منتشر کرد و آن را به صورت گسترده برای طرفدارانش ارسال کرد. وی ازطرفدارانش خواسته بود تا با مشاهده آن ببینند که چگونه «هالیوود لیبرال» رابرت گرینوالد را «نابود کرده و سوزانده... هنگامی که وی دوباره به تام دلای حمله کرده‌اند.»." ویدیو شامل پرسشی بود که در آن کلبر گفته بود: «چه کسی بیشتر از آمریکا بدش می‌آید، شما یا «مایکل مور» ؟» این ایمیل محتوایش را به صورتِ «حقیقتِ پشتِ هالیوودِ لیبرال» توصیف کرده و «گزارشِ کلبر» را با عنوانِ «کلبر داستان واقعی پشت فیلم‌ها را آشکار کرد»، معرفی نمود. در ۸ جون ۲۰۰۶، کلبر «مصاحبه‌ایی اختصاصاً قلابی» را در برنامه‌اش نمایش داد که در آن از سه مصاحبهٔ «دِلای» در سه شبکهٔ مختلف استفاده شد بود. این مصاحبه‌ها قطعه‌قطعه شده بودند تا حالت گفتاری طنزآمیز را به نمایش بگذارند. کلبر «مصاحبه» را به گفتنِ این عبارت پایان داد: «امیدوارم از دستکاریِ صحبت‌هایت لذت برده باشی».

## مرتبط
- نمایش روزانه